# Франц-Йозеф Зауберер
Франц-Йозеф Зауберер ( 1904- 1944) — австрійсько-український альпініст. Народився в Інсбруку (Австрія), загинув — у Відні.

## Життєпис
Хлопчиком пас кіз і працював носильником вина для гірського готелю в Доломітах. У 14 років почав здійснювати сходження в Альпах, потім закінчив гірничорятувальну школу, став гірським провідником в Інсбруку. Водив своїх клієнтів на Ецталер, Цірерталер, Монблан, Ортлер, Маттерхорн. За словами молодшої, сестри, гори були справжньою пристрастю Франца. У 20-ті роки ХХ століття, коли сім'я Зауберерів переїжджає до Відня, Франц влаштовується працювати на металургійний завод, не перериваючи свого захоплення горами. На заводі вступає в комуністичну партію, активно бере участь в антиурядових мітингах і політичних демонстраціях, за що піддається арештам. У 1926 р. над ним нависла загроза тюремного ув'язнення. Він був першим з іноземних альпіністів, що імігрували до СРСР, жив у Харкові і працював, як і у Відні, слюсарем по металу на заводі «Світло шахтаря». Вступив до гірської секції Харкова. Партійні організації Харкова направляють Ф. Зауберера на роботу до УкрТуру (Українська рада ОПТЕ) і він незабаром повністю перемикається на професійну роботу в альпіністському русі, що поступово набирає силу в Україні. Разом з друзями Г. Деберлемом і А. Цаком активно сприяв розвитку альпінізму в СРСР.
1929—1931 — участь в Українських Тян-Шанських експедиціях. Тут його супроводжує успіх, і він робить ряд першосходжень на шеститисячники: 1930 — пік К-4 (6410 м), п. Броненосець (6840 м); 1931 — п. Алма-Ата (6300 м), п. Набокова (6200 м).
Головне його альпіністське звершення 1931 р. — з Б. Тюріним в групі М. Погребецького бере участь в першосходженні на Хан-Тенгрі.
Брав найактивнішу участь в організації Українських альпіністських таборів на Кавказі: 1932 — табір на галявині Азау (Центр. Кавказ, Приельбрусся); 1933 — табір в ущ. Штуль; 1934 — великий табір в Цеї. У створюваних таборах, Ф. Зауберер працював їх начальником. Працював інструктором в альптаборі «Адил-су» і в Школі інструкторів альпінізму.
Франц був природжений альпініст, з тонким почуттям нового, швидкою реакцією, відмінною витривалістю і великим організаторським талантом. Варто сказати, що в передвоєнні роки він здійснив сходження на багато складних Кавказьких п'ятитисячників (на ті часи досягнення вельми високого порядку): 1933 — півн. стіна Коштан-тау; 1934 — Дих-тау; 1935 — траверс Шхари і Коштан-тау в двійці з В. Корзуном; 1936 — в лютому піднімається на Казбек і знову на Дих-тау. У його активі літні і зимові сходження на Ельбрус. Франц активно використовував будь-яку можливість, щоб здійснити чергове сходження — з навчальною групою, в групі своїх нових товаришів по роботі: Когутайбаші і Шарітау, Фитнаргін і півд. стіна Зюгану, Адайхох і в лютому Белалакая, Джантуган і Бжедух (де він потрапив у лавину), пік Ронкетті, Тютю-баші, Уллу-тау, Шарівцек, Скатікомхох, Уілпата, півн. стіну Центр. Шхельди він проходить у двійці з Густавом Деберлем.
Був керівником харківських шуцбундівців, які здійснили сходження на безіменну вершину у витоках ущ. Адил-су і дали їй назву — пік Шуцбундівців, який називали простіше — пік Шуцбунд (згодом — пік Гермогєнова).
Франц був наполегливий у досягненні поставленої мети — зібравшись з І. І. Антоновичем піднятися на Сонгуті, вони зробили сім (!) спроб, але знайшли рішення і все ж пройшли маршрут.
Франц Зауберер активно працював по підготовці кадрів альпіністів, бійців РКЧА, майбутніх провідників науково-дослідних походів для розвідки надр гірських масивів СРСР. У 1935 р. йому присвоєно звання «Майстра радянського альпінізму» і він був призначений на нову посаду — начальник Балкаро-Сванських гірських маршрутів ЦР ОПТЕ, працював разом з такими видатними діячами вітчизняного альпінізму як М. В. Криленко, Л. Л. Бархаш, В. Л. Семеневський.
1937 — Як і багато австрійських альпіністів-імігрантів (шуцбундовців), що працювали в Союзі, був арештований (в альптаборі «Адил-су», в числі інших 12 інструкторів) за підозрою в шпигунстві, терористичній та контрреволюційній діяльності. За свідченням сестри і дочки (жили в Москві), провів в ув'язненні кілька болісних місяців, піддаючись побиттям і знущанням. У 1938 р. за рішенням Особливої наради, в порядку обміну був висланий з Союзу (за іншими відомостями — депортований до Німеччини через Брест-Литовськ) і опинився в Берліні, очікуючи отримання грошей від рідних для повернення до Відня. В Австрії, як неблагонадійний елемент, не був призваний до армії. Влаштувався працювати на заводі і як і раніше багато часу приділяв горосходженням. У жовтні 1944 р. під час нальоту американської авіації на Відень, разом з батьками загинув під уламками будинку.
Ті, хто знав Франца Зауберера в ті далекі роки, і ті, хто чув про нього від старших товаришів-альпіністів, згадують про нього, як про людину виключно високих людських якостей, великої чарівності і такту. Він був гарний і, приваблював людей своєю внутрішньою інтелігентністю, м'якістю характеру, вмінням спілкуватися з людьми. Це був прекрасний альпініст і умілий організатор періоду зародження і початку зростання альпінізму в Україні.

## Ресурси Інтернету
- Франц Зауберер